# Día Mundial de Acción para la Supervivencia Infantil
Save the Children organiza el 23 de octubre el Día Mundial de Acción para la Supervivencia Infantil.

## Celebración
Save the Children organiza el 23 de octubre el Día Mundial de Acción para la Supervivencia Infantil.

Día Mundial de Acción para la Supervivencia Infantil
El Día Mundial de Acción es parte de una serie de eventos para la campaña CADA UNO CUENTA, la mayor campaña Mundial de Save the Children. La campaña tiene como objetivo hacer de la detención de la mortalidad de niños y madres una prioridad política y movilizar miles de personas en los países ricos y pobres. Es conducida por la visión de Save the Children de que ningún niño menor de cinco años fallecerá por causas prevenibles y que las actitudes del público no tolerarán un retorno a altos niveles de mortalidad infantil.
El objetivo general de la campaña es haber ayudado a lograr el Objetivo de Desarrollo del Milenio 4 sobre la supervivencia neonatal e infantil. Esto significa abordar también la salud y el bienestar de las madres y acelerar el progreso hacia los Objetivos de Desarrollo del Milenio 5.
Organización Mundial de la Salud